# Lianjiang
Lianjiang (廉江 ; pinyin : Liánjiāng) est une ville de la province chinoise du Guangdong. C'est une ville-district placée sous la juridiction de la ville-préfecture de Zhanjiang.

## Démographie
La population du district était de 1 424 219 habitants en 1999.